# Romániai magyar filmsajtó
A romániai magyar filmsajtó a sajtó sajátos termékeiként születtek meg a film népszerűvé válásával egy időben.

## 1919–1945
Legtöbbjük a nagyobb filmkölcsönző vállalatok érdekkörébe tartozott, s elsősorban filmek ismertetésére, reklámozására s a filmvilág híreinek bemutatására vállalkozott, de a művelődéstörténész számára is gazdag anyagot tartalmaz mindegyikük. Ilyen filmlap volt Aradon (Film 1922; Film és Mozi 1928-32; Filmújság 1937), Temesvárt (Mozirevü 1922-23; Színház és Mozi 1922-32; Filmrevue 1931-35; Film 1933-39; Film-Varieté 1935), Nagyváradon (Film-Riport 1923-29; Színház és Mozi 1934), Szatmáron (Moziújság 1930; Cinema-Mozi 1937); Brassóban (Cinéma-Modern 1927-28), Gyulafehérváron (Cinema & Film 1923-25), Kolozsvárt (Színház és Társaság 1919-27; Színház és Film, majd Színház és Mozivilág 1928-31; Színház és Mozi 1931-32; Erdélyi Színpad és Mozi, majd Színpad és Mozi 1932-40; Színház és Mozi 1945-46) és Marosvásárhelyen (Színház és Mozi 1923). Közülük kiemelkedik a Nagyváradon kiadott Film-Riport c. lap, amely a film és színpad viszonyáról, az irodalmi filmről és a filmkéziratról, a film szociális hatásairól, a film és a nemzeti ízlés összefüggéseiről és a filmesztétikáról vetett fel érdekes és értékes gondolatokat.

## 1945–1989
Kifejezetten filmmel foglalkozó sajtótermék nem jelent meg. Közölt filmtematikájú cikkeket a napi- és időszaki sajtó is, ez azonban nagyrészt a filmek ismertetésében, a mozivilág történeteinek és eseményeinek közlésében merült ki. A filmesztétika területén a két világháború között a Korunknak volt különleges jelentősége: itt jelent meg többek közt Moholy Nagy László Új filmkísérletek c. jelentős írása (1933/1). Az Utunk, A Hét, az Új Élet rendszeresen közölt filmesztétikai és filmtörténeti cikkeket, s a Korunk új folyamában filmsúlypontú szám is megjelent (1973/5). Sorozatos filmesztétikai cikkeivel és filmkritikáival szerepelt A Hétnél Halász Anna, a Művelődésnél és a kolozsvári Igazságnál Krizsán Zoltán, az Ifjúmunkásnál Müller Ferenc és az Új Életnél Török László.